# الإمبراطور جايد
إن الإمبراطور جايد (Jade Emperor) ((بالصينية: 玉皇; البينيين: Yù Huáng)أو 玉帝 Yù Dì) في الثقافة الشعبية الصينية، هو حاكم الجنة وجميع نواحي الوجود بالأسفل بما في ذلك البشر والجحيم، وفقًا لنسخة الأساطير الطاوية. وهو واحد من أشهر الآلهة البارزين في مجموعة الآلهة الدينية التقليدية الصينية. في الطاوية الحقيقية، يحكم الإمبراطور جايد عالم البشر بأثره وما دونه، ولكن مكانته دون المعلمون الثلاثة الأنقياء.
يشتهر الإمبراطور جايد بعديد من الأسماء، من بينها الأب الروحي السماوي (天公، تيان جونغ (Tiān Gōng)) الذي يستخدمه العامة؛ إمبراطور أغسطس جايد النقي وشخصية جد الأغسطية (玉皇上帝، يو هوانغ شانجدي (Yu Huang Shangdi) أو 玉皇大帝، يو هوانغ دادي (Yu Huang Dadi))؛ سيادة تشوانلينج السامية؛ واستخدامها النادر، واللقب الرسمي ترخيص السلام، الروح السامية لأغسطس المركزي وبوذا القديم والأنقى وصاحب المعالي وصاحب السمو والإمبراطور جاد وسيادة تشوانلينج السامية (太平普度皇靈中天至聖仁義古佛玉皇大天尊).